# Aérodrome de Nengo Nengo
L'aérodrome de Nengo Nengo (code OACI : NTGG) se trouve sur le petit atoll du même nom de l'archipel des Tuamotu et a été fondé en 1993. Il est propriété de la compagnie perlière de Robert Wan et sert aujourd'hui essentiellement au tourisme haut de gamme.

## Situation
| Nengo-Nengo Marutea-Sud Nukutepipi Ahe Anaa Apataki Arutua Hiva Oa Bora-Bora Tahiti-Fa'a'ā Faaite Fakarava Fangatau Hao Fakahina Hikueru Huahine Kaukura Katiu Kauehi Makemo Manihi Mataiva Maupiti Moorea Napuka Niau Nuku Hiva Nukutavake Puka-Puka Pukarua Raiatea Raivavae Rangiroa Raroia Reao Rimatara Rurutu Takapoto Takaroa Takume Tatakoto Tikehau Totegegie Tubuai Tureia Ua Huka Ua Pou Vahitahi |

## Compagnies et destinations
L'atoll n'étant pas habité, ne servant que pour la perliculture sur 500 ha, il n'y a pas de ligne régulière mais essentiellement des vols privés.

## Statistiques
Nombre de passagers totaux :
Pour des raisons techniques, il est temporairement impossible d'afficher le graphique qui aurait dû être présenté ici.

Voir la requête brute et les sources sur Wikidata.